# (541116) 2018 RH16
(541116) 2018 RH16 es un asteroide perteneciente al cinturón de asteroides descubierto el 12 de marzo de 2010 por el equipo del Spacewatch desde el Observatorio Nacional de Kitt Peak, Arizona, Estados Unidos.

## Designación y nombre
Designado provisionalmente como 2018 RH16.

## Características orbitales
2018 RH16 está situado a una distancia media del Sol de 2,362 ua, pudiendo alejarse hasta 2,834 ua y acercarse hasta 1,889 ua. Su excentricidad es 0,200 y la inclinación orbital 4,571 grados. Emplea 1326,18 días en completar una órbita alrededor del Sol.

## Características físicas
La magnitud absoluta de 2018 RH16 es 17,5. 